# Blaesoxipha butte
Blaesoxipha butte är en tvåvingeart som beskrevs av Thomas Pape 1994. Blaesoxipha butte ingår i släktet Blaesoxipha och familjen köttflugor.
Artens utbredningsområde är Washington. Inga underarter finns listade i Catalogue of Life.